# 四重極磁石

四極子を作り出すように配置された4つの棒磁石。

四重極磁石（しじゅうきょくじしゃく、英: quadrupole magnets）は、場の平面多重極展開において、双極子項が打ち消され、場の方程式において有効な最低項が四極子となるように配置された4つの磁石によって構成されている。四重極磁石はその縦軸からの半径距離に応じて強度が急増する磁場を形成するため有用である。この磁場は粒子線の集束に用いられている。
最も単純な磁気四重極は、一方のN極がもう一方のS極に隣合うように互いに平行に配置した2つの同一な棒磁石である。こういった配置は双極子モーメントを持たず、その磁場は長距離において双極子よりも速く減少する。非常に小さな外部磁場を持つより強力な磁気四重極にはk = 3ハルバッハシリンダが用いられる。
電磁石を用いた四重極の設計の一例では、4つの鋼製ポール先端金具（2つは向かい合ったN極、2つは向かい合ったS極）が使われる。この鋼は、ポールに巻き付いたチューブのコイルを流れる大電流によって磁化されている。他の設計としては、一方のコイルが逆向きになっているヘルムホルツコイル配置がある。

## 粒子加速器における四重極磁石
四重極磁石の例
- オーストラリアン・シンクロトロン（英語版）のストレージリング（英語版）で使われている四重極電磁石
- オーストラリアン・シンクロトロン（英語版）のlinacを覆う四重極電磁石（青色）は、電子線を収束させるために使われている

高エネルギー粒子加速器で到達する速度では、磁気偏向は静電偏向よりも強力となり、ローレンツ力の磁気項
{\displaystyle {\boldsymbol {F}}=q({\boldsymbol {E}}+{\boldsymbol {v}}\times {\boldsymbol {B}})}
が、荷電粒子線を曲げ、誘導し、収束させるのに必要な「格子」を作る様々な磁石で有効となる。ビーム方向を横断する平面における理想化された四重極磁場の磁場線。赤色矢印は磁場の方向を示し、青色矢印は画面奥方向へ進む正電荷粒子に働くローレンツ力の方向を示す。
格子中の四重極には「F四重極」（水平方向に収束させるが、垂直方向に発散させる）と「D四重極」（垂直方向に収束させるが、水平方向に発散させる）の2つの種類がある。これは電磁気学の法則（マクスウェルの方程式）によるものであり、四重極では両方の平面を同時に収束させることは不可能である。右図は、画面奥に向かって進む正に荷電した粒子を垂直方向に収束させるが、水平方向に発散させる四重極の例である。
F四重極とD四重極が隣接して配置された場合、それらの磁場は（アーンショーの定理に従って）完全に打ち消される。しかし、両者の間に空間がある場合（空間の距離は正しく選ばれなければならない）は、水平方向にも垂直方向にも収束する。ビームを長距離（例えば円の全周）に渡って伝達できるように格子が作られる。一般的な格子はFODO格子（Oは屈曲磁石）である。

## 理想的な磁場の数学的記述
ビームを横断する平面上の理想的な磁場の要素は、磁極が平行および垂直面に対して45度の角度で配置された場合、以下のように与えられる。
{\displaystyle B_{y}=K\cdot x,\qquad B_{x}=K\cdot y}
K は水平方向における垂直要素の磁場勾配（あるいは垂直方向における水平要素の磁場勾配）である。SI単位は T/m である。K の符号は、四重極が水平面において粒子を収束させるか発散させるかを決定する。